# Сафіра
 Сафіра  (араб. سفيرة) — місто на північному заході Сирії, розташоване на території мухафази Алеппо.

## Географія
Місто розташоване в центральній частині мухафази, на західному краю Сирійської пустелі, на захід від озера Ель-Джабуль. Абсолютна висота — 348 метрів над рівнем моря. 

Сафіра розташована на відстані приблизно 20 кілометрів на південний схід від Алеппо, адміністративного центру провінції, та на відстані 295 кілометрів на північний північний схід (NNE) від Дамаска, столиці країни. Найближчий аеропорт - Міжнародний аеропорт Алеппо.

## Демографія
За даними останнього офіційного перепису 1981 року, населення міста становило 21 197 осіб.
Динаміка чисельності населення міста за роками:
| 1981   | 2003  | 2012   |
| ------ | ----- | ------ |
| 21 197 | 86263 | 106460 |

## Історія
У доісламську епоху місто було відоме як Сіпрі ( Sipri ). Деякі історики вважають, що назва Сіпрі походить від аккадського siparru — «мідь». З цього роблять припущення, що Сафіра в давнину була центром торгівлі або видобутку міді. Також місто було відоме як центр солевидобутку.